# Letteratura svizzera
Con letteratura svizzera s'indica la letteratura scritta in Svizzera. Per essere precisi, non esiste una letteratura vernacolare svizzera, viste le diversità - non solo linguistiche - tra regioni e cantoni. A rappresentare la letteratura svizzera, quindi, sono le letterature generate su suolo elvetico o all'estero da svizzeri nelle quattro lingue nazionali: il tedesco, il francese, l'italiano e il romancio.

## Letteratura svizzera di lingua italiana
Seppur minoritaria rispetto a quella in tedesco e in francese, la produzione letteraria svizzera in lingua italiana è comunque caratterizzata da un cospicuo numero di opere, databili dal XVI secolo fino ai giorni nostri. Se ne può proporre una divisione su base geografica, individuando un filone ticinese e un filone grigionese, che fanno capo ai due cantoni che compongono la Svizzera italiana. Sebbene faccia parte dell'insieme più ampio della letteratura in lingua italiana, al pari della letteratura svizzero-tedesca e di quella romanda nei confronti rispettivamente della letteratura tedesca e di quella francese, presenta parecchi elementi elvetici, non ultime alcune varianti linguistiche, che ne determinano una certa indipendenza culturale.

### Canton Ticino
La prima manifestazione letteraria ticinese fu l'opera dell'umanista luganese Francesco Ciceri, vissuto nel XVI secolo, che si distinse soprattutto per un commento alle tragedie di Euripide e per delle orazioni, tra cui una dedicata a un monumento per Paolo Manuzio. Risale invece al secolo successivo l'opera del sacerdote Giacomo Genora, notaio apostolico oltre che prete, che compose delle poesie esametriche latine. 
Tra gli scrittori del Settecento ticinese sono degni di nota il conte Gian Pietro Riva, poeta mondano e religioso e traduttore da Racine e Molière e Giuseppe Fossati, nato a Venezia ma di origini ticinesi, che fu traduttore nonché autore di un Elogio di Dante Alighieri. Tuttavia, fra tutti loro spicca il nome di Francesco Soave, filosofo illuminista, divulgatore di teorie di tipo empirico-sensista, professore in diverse università italiane, nonché maestro di Alessandro Manzoni. Scrisse opere filosofiche, un apprezzato commento a Petrarca e tradusse sia dai classici antichi, sia da alcuni moderni, come Young e Gessner. 
Il Settecento fu l'epoca della poesia arcadica e delle traduzioni nella Svizzera italiana. Oltre a quelle compiute da Riva, Fossati e Soave, bisogna ricordare l'opera di Gian Menico Cetti, che dopo essere stato allievo del Mezzofanti divenne il primo traduttore dal russo in una lingua occidentale, ricevendone elogi dallo stesso zar Alessandro e dal papa Pio VII. In quello stesso secolo la tipografia luganese Agnelli diffuse notevolmente presso il pubblico di lingua italiana gli ideali illuministici e rivoluzionari d'Oltralpe. 
Nell'Ottocento, la formazione dei cantoni del Ticino e dei Grigioni, nel 1803, e la proclamazione dell'italiano come lingua ufficiale della Confederazione, nel 1848, se da una parte rinsaldarono i legami coi cantoni tedescofoni e francofoni, dall'altra fecero nascere il bisogno di mettere in luce l'identità italica della Svizzera italiana rispetto al resto del Paese. La maggioranza degli scritti dell'epoca riguardava la politica, cui si dedicarono fra gli altri Stefano Franscini e Vincenzo Dalberti, le scienze naturali (Luigi Lavizzari, Silvio Calloni), la storia, che ebbe tra i suoi interpreti Emilio Motta, la religione e la linguistica, che vide nei lavori di Carlo Salvioni le sue manifestazioni più mature. 
Il panorama del XX secolo è senza dubbio più ricco e variegato, anche se la sua cifra comune fu assai spesso la poesia. Furono poeti Francesco Chiesa, lodato persino da Montale, e Giuseppe Zoppi, entrambi noti anche come prosatori, Valerio Abbondio. Menzione a parte meritano Piero Bianconi e gli Orelli, Giovanni e soprattutto Giorgio, salutato da molti come il più grande scrittore svizzero in lingua italiana e addirittura da Contini come "toscano del Ticino", per l'uso di una parola limpida. Appartiene a un'epoca più recente l'opera di Fabio Pusterla, forse il maggiore scrittore svizzero-italiano ancora in vita, come pure quella delle scrittrici Alice Ceresa e Anna Felder.

### Canton Grigioni
Il Canton Grigioni si caratterizza per il fatto di essere l'unico cantone trilingue dell'intera Confederazione svizzera. La letteratura in lingua italiana, dunque, vi occupa un posto più modesto di quanto non avvenga nel Canton Ticino. Tuttavia, come accade nella regione ticinese, anche il Grigionitaliano vanta una tradizione letteraria ininterrotta dal XVI secolo fino ad adesso. 
Il primo poeta grigionese in lingua italiana fu il notaio Martino Bovollino di Mesocco, vissuto a cavallo fra il Quattrocento e il Cinquecento. Fu autore di poesie scritte in un volgare venato di latinismi ed ebbe rapporti epistolari con Pietro Bembo ed Erasmo da Rotterdam. Accanto ai suoi contributi culturali, Bovollino venne inviato come ambasciatore della Repubblica delle Tre Leghe a Venezia e ricoprì l'incarico di vicario a Sondrio per conto della Valtellina, allora appartenente alle Tre Leghe.
Benché nato in Inghilterra da un fuoriuscito toscano, anche Giovanni (John) Florio dev'essere annoverato tra gli scrittori grigionesi dell'epoca, non foss'altro che per la sua lunga permanenza a Soglio, dove crebbe e si formò. Accanto ai First and Second Fruites, manualetti di lingua italiana a uso degli Inglesi, lo si ricorda soprattutto per aver composto un dizionario italiano-inglese, intitolato World of Words, uscito nel 1598. 
Una personalità di spicco del Seicento grigionese fu Paganino Gaudenzi, pastore riformato e successivamente sacerdote cattolico. Nel corso della sua vita imparò diverse lingue, fra cui il latino, il greco, l'ebraico, il caldeo, che gli valsero cariche universitarie, come la cattedra di greco alla Sapienza di Roma. Scrisse numerose opere, sia in italiano sia in latino, raccolte in 40 volumi. Inoltre, intrattenne rapporti epistolari con molti intellettuali dell'epoca, come il letterato Alessandro Tassoni.
Più ancora delle opere letterarie, le valli italofone dei Grigioni si distinsero in questi due secoli soprattutto per la loro attività editoriale. Risale infatti al 1547 l'attività della tipografia Landolfi, a Poschiavo, che dopo la Riforma protestante ebbe un'importanza capitale nella diffusione delle opere riformate, vietate nel resto dei territori italofoni. Nella stessa Poschiavo, presso la tipografia Ambrosioni, di proprietà del barone De Bassus si pubblicò nel 1782 la prima traduzione in lingua italiana dei Dolori del giovane Werther, fatta da Gaetano Grassi. 
I maggiori esponenti della cultura grigionese ottocentesca furono Giovanni Luzzi, prete riformato a Poschiavo, noto soprattutto per la sua traduzione e revisione della Bibbia, e Giovanni Andrea Scartazzini, autore di un commento alla Divina Commedia e di un'importante traduzione dell'opera di Dante in lingua tedesca. 
Tra gli scrittori novecenteschi meritano di essere ricordati il poeta Remo Fasani, autore di un corposo canzoniere, Daniele Del Giudice e Grytzko Mascioni, questi ultimi nati in Italia ma entrambi di origini grigionesi .
Tra i drammaturghi del Novecento si ricorda lo scrittore, storico del teatro Oskar Eberle.

### Svizzera interna
Fra gli autori della Svizzera interna che hanno scritto e scrivono in lingua italiana è meritevole di menzione Fleur Jaeggy, nata e cresciuta a Zurigo ma trasferitasi in seguito a Roma e poi a Milano, dov'è vissuta col marito Roberto Calasso, scrittore e fondatore della casa editrice Adelphi, e dove ancora risiede.